# Neopentura
Neopentura is een geslacht van steenvliegen uit de familie Gripopterygidae. De wetenschappelijke naam van het geslacht is voor het eerst geldig gepubliceerd in 1965 door Illies.

## Soorten
Neopentura omvat de volgende soorten:
- Neopentura semifusca Illies, 1965